# تشيو جيان
تشيو جيان (بالصينية: 邱健) هو لاعب رماية صيني، ولد في 25 يونيو 1975 في هوايان في الصين.

## وصلات خارجية
- تشيو جيان على موقع الاتحاد الدولي (الإنجليزية)
- تشيو جيان على موقع أوليمبيديا (الإنجليزية)
- تشيو جيان على موقع اللجنة الأولمبية الصينية (الإنجليزية)